# Campeonato FIBA Américas Sub-18 de 2022
El Campeonato FIBA Américas Sub-18 de 2022 fue la decimosegunda edición del torneo de baloncesto organizado por FIBA Américas para selecciones menores de 18 años. Se realizó en la ciudad de Tijuana, Baja California (México), del 6 al 12 de junio de 2022 y entregó cuatro plazas al Mundial de Baloncesto Sub-19 de 2023.
Esta fue la primera edición en que el evento se realizó en México, y el torneo volvió a jugarse después de la edición disputada en 2018 ya que la de 2020 tuvo que ser cancelada por la pandemia de COVID-19.

## Equipos participantes
Los equipos participantes y sus respectivos grupos se definieron el 16 de mayo de 2022. Estos fueron los siguientes:
América del Norte
- Canadá
- Estados Unidos

América Central y Caribe
Clasificaron los tres mejores equipos del Centrobasket Sub-17 de 2021 disputado en Mexicali, México.
- México (anfitrión)
- Puerto Rico
- República Dominicana

América del Sur
Clasificaron los tres mejores equipos del Campeonato Sudamericano de Baloncesto Sub-17 de 2022 disputado en Caracas, Venezuela.
- Argentina
- Brasil
- Ecuador

### Grupos
El sorteo de los grupos se llevó a cabo en la sede de FIBA Américas de la ciudad de Miami, Estados Unidos.
| Grupo A                        | Grupo B                                                 |
| ------------------------------ | ------------------------------------------------------- |
| México Argentina Brasil Canadá | Ecuador República Dominicana Estados Unidos Puerto Rico |

## Fase de grupos
Todos los horarios corresponden al huso horario local (UTC-7).

### Grupo A
| Pos. | Equipo     | PJ | G | P | PF  | PC  | DP  | Pts |
| ---- | ---------- | -- | - | - | --- | --- | --- | --- |
| 1    | Brasil     | 3  | 2 | 1 | 203 | 182 | +21 | 5   |
| 2    | Argentina  | 3  | 2 | 1 | 227 | 209 | +18 | 5   |
| 3    | Canadá     | 3  | 2 | 1 | 245 | 240 | +5  | 5   |
| 4    | México (H) | 3  | 0 | 3 | 189 | 233 | −44 | 3   |

 Fuente: FIBA
Criterios de clasificación: 1) Puntos; 2) Resultados cara a cara; 3) Diferencia de puntos; 4) Puntos anotados.
Notas:
1. 1 2 3  Resultados cara a cara: Brasil 1-1 (3 Pts), +3 DP; Argentina 1-1 (3 Pts), 0 DP; Canadá 1-1 (3 Pts), -3 DP

Fecha 1
| 6 de junio | Argentina                                              | 55–60                                | Brasil                                                                              | Tijuana                                                                        |  |
| 18:00      | Parciales: 13-17, 11-18, 11-16, 20-9                   | Parciales: 13-17, 11-18, 11-16, 20-9 | Parciales: 13-17, 11-18, 11-16, 20-9                                                |                                                                                |  |
|            | Estadísticas N. Stenta 14 L. Giovannetti 8 D. Bordón 6 | Reporte Pts Reb Asts                 | Estadísticas 14 E. Klafke, R. dos Santos 6 R. dos Santos, V. Carvalho 6 G. Caldeira | Pabellón: Auditorio Zonkeys Árbitros: Julio Anaya Kristian Páez Orlando Varela |  |

| 6 de junio | México                                                       | 75–83                                 | Canadá                                                | Tijuana                                                                                |  |
| 20:30      | Parciales: 14-15, 11-20, 24-26, 26-22                        | Parciales: 14-15, 11-20, 24-26, 26-22 | Parciales: 14-15, 11-20, 24-26, 26-22                 |                                                                                        |  |
|            | Estadísticas S. Camacho, V. Valdés 16 V. Valdés 8 J. Ochoa 5 | Reporte Pts Reb Asts                  | Estadísticas 19 V. Allette 8 B. Benjamin 4 V. Allette | Pabellón: Auditorio Zonkeys Árbitros: Claudio Osorio Carmelo de la Rosa Samuel Hidalgo |  |

Fecha 2
| 7 de junio | Canadá                                                 | 92–97                                 | Argentina                                                                | Tijuana                                                                               |  |
| 18:00      | Parciales: 25-24, 20-31, 21-15, 26-27                  | Parciales: 25-24, 20-31, 21-15, 26-27 | Parciales: 25-24, 20-31, 21-15, 26-27                                    |                                                                                       |  |
|            | Estadísticas V. Allette 23 M. Nwoko 9 Tres jugadores 2 | Reporte Pts Reb Asts                  | Estadísticas 17 D. Bordón, L. Aaliya 5 M. Lomello, S. Trouet 8 D. Bordón | Pabellón: Auditorio Zonkeys Árbitros: Yezid Carreño Claudio Osorio Carmelo de la Rosa |  |

| 7 de junio | Brasil                                                  | 75–57                                | México                                          | Tijuana                                                                           |  |
| 20:30      | Parciales: 23-9, 16-12, 16-16, 20-20                    | Parciales: 23-9, 16-12, 16-16, 20-20 | Parciales: 23-9, 16-12, 16-16, 20-20            |                                                                                   |  |
|            | Estadísticas E. Klafke 19 R. dos Santos 8 G. Caldeira 8 | Reporte Pts Reb Asts                 | Estadísticas 16 J. Ochoa 9 V. Valdés 2 J. Ochoa | Pabellón: Auditorio Zonkeys Árbitros: Kristian Páez Orlando Varela Samuel Hidalgo |  |

Fecha 3
| 8 de junio | Brasil                                                    | 68–70                                 | Canadá                                                | Tijuana                                                                               |  |
| 18:00      | Parciales: 13-16, 20-23, 20-18, 15-13                     | Parciales: 13-16, 20-23, 20-18, 15-13 | Parciales: 13-16, 20-23, 20-18, 15-13                 |                                                                                       |  |
|            | Estadísticas R. dos Santos 28 G. Landeira 8 G. Landeira 3 | Reporte Pts Reb Asts                  | Estadísticas 18 V. Allette 10 V. Allette 5 V. Allette | Pabellón: Auditorio Zonkeys Árbitros: Carmelo de la Rosa Kristian Páez Orlando Varela |  |

| 8 de junio | México                                                        | 57–75                                | Argentina                                               | Tijuana                                                                         |  |
| 20:30      | Parciales: 15-23, 8-20, 16-10, 18-22                          | Parciales: 15-23, 8-20, 16-10, 18-22 | Parciales: 15-23, 8-20, 16-10, 18-22                    |                                                                                 |  |
|            | Estadísticas J. Ochoa 18 V. Valdés 8 V. Valdés, G. Guerrero 2 | Reporte Pts Reb Asts                 | Estadísticas 17 L. Giovannetti 6 D. Collomb 6 D. Bordón | Pabellón: Auditorio Zonkeys Árbitros: Julio Anaya Claudio Osorio Samuel Hidalgo |  |

### Grupo B
| Pos. | Equipo               | PJ | G | P | PF  | PC  | DP   | Pts |
| ---- | -------------------- | -- | - | - | --- | --- | ---- | --- |
| 1    | Estados Unidos       | 3  | 3 | 0 | 339 | 144 | +195 | 6   |
| 2    | Puerto Rico          | 3  | 2 | 1 | 205 | 225 | −20  | 5   |
| 3    | Ecuador              | 3  | 1 | 2 | 178 | 279 | −101 | 4   |
| 4    | República Dominicana | 3  | 0 | 3 | 180 | 254 | −74  | 3   |

 Fuente: FIBA
Criterios de clasificación: 1) Puntos; 2) Resultados cara a cara; 3) Diferencia de puntos; 4) Puntos anotados.
Fecha 1
| 6 de junio | Ecuador                                              | 64–85                                 | Puerto Rico                                                    | Tijuana                                                                            |  |
| 13:00      | Parciales: 12-20, 14-25, 20-19, 18-21                | Parciales: 12-20, 14-25, 20-19, 18-21 | Parciales: 12-20, 14-25, 20-19, 18-21                          |                                                                                    |  |
|            | Estadísticas J. Arcila 22 J. Caicedo 14 K. Recalde 5 | Reporte Pts Reb Asts                  | Estadísticas 24 Y. Rivera 11 A. Avilés 3 Y. Rivera, G. Peguero | Pabellón: Auditorio Zonkeys Árbitros: Yezid Carreño Franco Ronconi Juan Valenzuela |  |

| 6 de junio | República Dominicana                                           | 48–116                               | Estados Unidos                                    | Tijuana                                                                         |  |
| 15:30      | Parciales: 12-30, 8-29, 13-30, 15-27                           | Parciales: 12-30, 8-29, 13-30, 15-27 | Parciales: 12-30, 8-29, 13-30, 15-27              |                                                                                 |  |
|            | Estadísticas F. Osorio 11 D. Hichez, L. Núñez 8 E. Gutiérrez 3 | Reporte Pts Reb Asts                 | Estadísticas 17 K. Ware 10 E. Dailey 5 S. Trimble | Pabellón: Auditorio Zonkeys Árbitros: Waseem Husainy Fernando Leite Jesús López |  |

Fecha 2
| 7 de junio | Puerto Rico                                              | 65–61                                            | República Dominicana                               | Tijuana                                                                          |  |
| 13:00      | Parciales: 12-11, 7-16, 26-13, 14-19 (T.E.: 6-2)         | Parciales: 12-11, 7-16, 26-13, 14-19 (T.E.: 6-2) | Parciales: 12-11, 7-16, 26-13, 14-19 (T.E.: 6-2)   |                                                                                  |  |
|            | Estadísticas A. Avilés 13 E. Ortiz 12 R. Rodríguez Jr. 3 | Reporte Pts Reb Asts                             | Estadísticas 12 E. Suárez 16 E. Daniel 4 E. Daniel | Pabellón: Auditorio Zonkeys Árbitros: Julio Anaya Franco Ronconi Juan Valenzuela |  |

| 7 de junio | Estados Unidos                                                 | 123–41                              | Ecuador                                             | Tijuana                                                                         |  |
| 15:30      | Parciales: 26-9, 29-8, 34-10, 34-14                            | Parciales: 26-9, 29-8, 34-10, 34-14 | Parciales: 26-9, 29-8, 34-10, 34-14                 |                                                                                 |  |
|            | Estadísticas J. McCain 22 G. Jackson 12 T. Rodgers, A. Black 6 | Reporte Pts Reb Asts                | Estadísticas 17 J. Caicedo 12 J. Arcila 3 J. Arcila | Pabellón: Auditorio Zonkeys Árbitros: Fernando Leite Waseem Husainy Jesús López |  |

Fecha 3
| 8 de junio | Ecuador                                                        | 73–71                                | República Dominicana                                 | Tijuana                                                                        |  |
| 13:00      | Parciales: 17-21, 16-8, 21-20, 19-22                           | Parciales: 17-21, 16-8, 21-20, 19-22 | Parciales: 17-21, 16-8, 21-20, 19-22                 |                                                                                |  |
|            | Estadísticas J. Caicedo 27 J. Noboa 10 K. Recalde, J. Arcila 7 | Reporte Pts Reb Asts                 | Estadísticas 19 N. Muhammad 18 E. Suárez 3 E. Suárez | Pabellón: Auditorio Zonkeys Árbitros: Waseem Husainy Yezid Carreño Jesús López |  |

| 8 de junio | Estados Unidos                                         | 100–55                                | Puerto Rico                                               | Tijuana                                                                             |  |
| 15:30      | Parciales: 22-15, 28-14, 24-13, 26-13                  | Parciales: 22-15, 28-14, 24-13, 26-13 | Parciales: 22-15, 28-14, 24-13, 26-13                     |                                                                                     |  |
|            | Estadísticas C. Whitmore 24 A. Black 11 M. Armstrong 8 | Reporte Pts Reb Asts                  | Estadísticas 17 E. Ortiz 9 E. Ortiz 3 Y. Rivera, E. Ortiz | Pabellón: Auditorio Zonkeys Árbitros: Fernando Leite Franco Ronconi Juan Valenzuela |  |

## Fase final

### Cuadro de finales
|  | Partido 5.º puesto   | Partido 5.º puesto |                |                      | Semifinales 5.º-8.º | Semifinales 5.º-8.º |                      |             | Cuartos de final | Cuartos de final |           |        | Semifinales        | Semifinales        |  |  | Final       | Final       |
|  |                      |                    |                |                      |                     |                     |                      |             |                  |                  |           |        |                    |                    |  |  |             |             |
|  |                      |                    |                |                      |                     |                     |                      |             | 10 de junio      |                  |           |        |                    |                    |  |  |             |             |
|  |                      |                    |                |                      |                     |                     |                      |             |                  |                  |           |        |                    |                    |  |  |             |             |
|  | 12 de junio          | 12 de junio        |                |                      | 11 de junio         | 11 de junio         |                      |             | Brasil           | 66               |           |        | 11 de junio        | 11 de junio        |  |  | 12 de junio | 12 de junio |
|  | 12 de junio          | 12 de junio        |                |                      | 11 de junio         | 11 de junio         |                      |             | Brasil           | 66               |           |        | 11 de junio        | 11 de junio        |  |  | 12 de junio | 12 de junio |
|  | 12 de junio          | 12 de junio        |                |                      | 11 de junio         | 11 de junio         | República Dominicana | 52          |                  |                  |           |        | 11 de junio        | 11 de junio        |  |  | 12 de junio | 12 de junio |
|  | 12 de junio          | 12 de junio        |                | República Dominicana | 71                  |                     | República Dominicana | 52          |                  |                  |           | Brasil | 78                 |                    |  |  | 12 de junio | 12 de junio |
|  | 12 de junio          | 12 de junio        | 10 de junio    | República Dominicana | 71                  |                     |                      |             |                  |                  |           | Brasil | 78                 |                    |  |  | 12 de junio | 12 de junio |
|  | 12 de junio          | 12 de junio        |                |                      | Puerto Rico         | 74                  |                      |             | Canadá           | 77               |           |        |                    |                    |  |  | 12 de junio | 12 de junio |
|  | 12 de junio          | 12 de junio        | Puerto Rico    | 78                   | Puerto Rico         | 74                  |                      |             | Canadá           | 77               |           |        |                    |                    |  |  | 12 de junio | 12 de junio |
|  | 12 de junio          | 12 de junio        | Puerto Rico    | 78                   |                     |                     |                      |             |                  |                  |           |        |                    |                    |  |  | 12 de junio | 12 de junio |
|  | 12 de junio          | 12 de junio        |                |                      | Canadá              | 86                  |                      |             |                  |                  |           |        |                    |                    |  |  | 12 de junio | 12 de junio |
|  | Puerto Rico          | 86                 |                |                      | Canadá              | 86                  | Brasil               | 60          |                  |                  |           |        |                    |                    |  |  |             |             |
|  | Puerto Rico          | 86                 | 10 de junio    |                      |                     |                     | Brasil               | 60          |                  |                  |           |        |                    |                    |  |  |             |             |
|  | México               | 82                 |                |                      | Estados Unidos      | 102                 |                      |             |                  |                  |           |        |                    |                    |  |  |             |             |
|  | México               | 82                 | Argentina      | 92                   | Estados Unidos      | 102                 |                      |             |                  |                  |           |        |                    |                    |  |  |             |             |
|  |                      |                    | Argentina      | 92                   | 11 de junio         | 11 de junio         | 11 de junio          | 11 de junio |                  |                  |           |        |                    |                    |  |  |             |             |
|  |                      |                    | Ecuador        | 47                   | 11 de junio         | 11 de junio         | 11 de junio          | 11 de junio |                  |                  |           |        |                    |                    |  |  |             |             |
|  | Partido 7.º puesto   | Partido 7.º puesto | Ecuador        | 47                   | Ecuador             | 62                  |                      |             |                  |                  | Argentina | 60     | Partido 3.º puesto | Partido 3.º puesto |  |  |             |             |
|  | Partido 7.º puesto   | Partido 7.º puesto | 10 de junio    |                      | Ecuador             | 62                  |                      |             |                  |                  | Argentina | 60     | Partido 3.º puesto | Partido 3.º puesto |  |  |             |             |
|  | 12 de junio          | 12 de junio        |                |                      | México              | 73                  |                      |             | Estados Unidos   | 98               |           |        | 12 de junio        | 12 de junio        |  |  |             |             |
|  | República Dominicana | 96                 | Estados Unidos | 92                   | México              | 73                  | Canadá               | 81          | Estados Unidos   | 98               |           |        |                    |                    |  |  |             |             |
|  | República Dominicana | 96                 | Estados Unidos | 92                   |                     |                     | Canadá               | 81          |                  |                  |           |        |                    |                    |  |  |             |             |
|  | Ecuador              | 75                 |                |                      | México              | 64                  |                      |             | Argentina        | 57               |           |        |                    |                    |  |  |             |             |

#### Cuartos de final
| 10 de junio | Brasil                                             | 66–52                                 | República Dominicana                                   | Tijuana                                                                          |  |
| 11:30       | Parciales: 13-12, 19-10, 22-13, 12-17              | Parciales: 13-12, 19-10, 22-13, 12-17 | Parciales: 13-12, 19-10, 22-13, 12-17                  |                                                                                  |  |
|             | Estadísticas G. Tesch 23 G. Tesch 12 G. Landeira 4 | Reporte Pts Reb Asts                  | Estadísticas 11 E. Daniel 9 E. Suárez 1 Tres jugadores | Pabellón: Auditorio Zonkeys Árbitros: Julio Anaya Franco Ronconi Juan Valenzuela |  |

| 10 de junio | Puerto Rico                                                          | 78–86                                | Canadá                                                  | Tijuana                                                                        |  |
| 14:00       | Parciales: 9-13, 21-27, 24-26, 24-20                                 | Parciales: 9-13, 21-27, 24-26, 24-20 | Parciales: 9-13, 21-27, 24-26, 24-20                    |                                                                                |  |
|             | Estadísticas Y. Rivera 18 R. Rodríguez Jr., A. Avilés 11 A. Avilés 3 | Reporte Pts Reb Asts                 | Estadísticas 16 J. Dumont 12 M. Nwoko 2 Cinco jugadores | Pabellón: Auditorio Zonkeys Árbitros: Kristian Páez Claudio Osorio Jesús López |  |

| 10 de junio | Argentina                                             | 92–47                                | Ecuador                                             | Tijuana                                                                                |  |
| 16:30       | Parciales: 22-11, 20-19, 27-13, 23-4                  | Parciales: 22-11, 20-19, 27-13, 23-4 | Parciales: 22-11, 20-19, 27-13, 23-4                |                                                                                        |  |
|             | Estadísticas B. Marchiaro 18 D. Collomb 8 D. Bordón 5 | Reporte Pts Reb Asts                 | Estadísticas 13 J. Arcila 8 J. Caicedo 5 K. Recalde | Pabellón: Auditorio Zonkeys Árbitros: Waseem Husainy Carmelo de la Rosa Samuel Hidalgo |  |

| 10 de junio | Estados Unidos                                       | 92–64                                 | México                                                                   | Tijuana                                                                           |  |
| 19:00       | Parciales: 10-18, 33-16, 25-16, 24-14                | Parciales: 10-18, 33-16, 25-16, 24-14 | Parciales: 10-18, 33-16, 25-16, 24-14                                    |                                                                                   |  |
|             | Estadísticas C. Whitmore 27 A. Black 11 K. Carlyle 5 | Reporte Pts Reb Asts                  | Estadísticas 13 J. Ochoa, V. Valdés 7 V. Valdés, G. Guerrero 6 V. Valdés | Pabellón: Auditorio Zonkeys Árbitros: Fernando Leite Orlando Varela Yezid Carreño |  |

#### Semifinales del 5.º-8.º puesto
| 11 de junio | República Dominicana                              | 71–74                                | Puerto Rico                                                  | Tijuana                                                                        |  |
| 9:30        | Parciales: 7-20, 26-17, 18-19, 20-18              | Parciales: 7-20, 26-17, 18-19, 20-18 | Parciales: 7-20, 26-17, 18-19, 20-18                         |                                                                                |  |
|             | Estadísticas E. Suárez 18 F. Osorio 8 E. Daniel 4 | Reporte Pts Reb Asts                 | Estadísticas 18 A. Avilés 8 A. Avilés, E. Ortiz 3 C. Delgado | Pabellón: Auditorio Zonkeys Árbitros: Waseem Husainy Yezid Carreño Jesús López |  |

| 11 de junio | Ecuador                                            | 62–73                                 | México                                            | Tijuana                                                                            |  |
| 12:00       | Parciales: 11-18, 15-27, 14-17, 22-11              | Parciales: 11-18, 15-27, 14-17, 22-11 | Parciales: 11-18, 15-27, 14-17, 22-11             |                                                                                    |  |
|             | Estadísticas B. Álvarez 16 J. Noboa 9 J. Arcila 10 | Reporte Pts Reb Asts                  | Estadísticas 16 J. Ochoa 11 V. Valdés 4 V. Valdés | Pabellón: Auditorio Zonkeys Árbitros: Fernando Leite Franco Ronconi Claudio Osorio |  |

#### Semifinales
| 11 de junio | Brasil                                                                | 78–77                                 | Canadá                                              | Tijuana                                                                              |  |
| 14:30       | Parciales: 17-30, 13-18, 30-13, 18-16                                 | Parciales: 17-30, 13-18, 30-13, 18-16 | Parciales: 17-30, 13-18, 30-13, 18-16               |                                                                                      |  |
|             | Estadísticas R. dos Santos 22 E. Klafke, V. Cardoso 8 R. dos Santos 5 | Reporte Pts Reb Asts                  | Estadísticas 22 V. Allette 13 M. Nwoko 5 V. Allette | Pabellón: Auditorio Zonkeys Árbitros: Julio Anaya Carmelo de la Rosa Juan Valenzuela |  |

| 11 de junio | Argentina                                                       | 60–98                                | Estados Unidos                                                | Tijuana                                                                           |  |
| 17:00       | Parciales: 15-20, 8-28, 15-31, 22-19                            | Parciales: 15-20, 8-28, 15-31, 22-19 | Parciales: 15-20, 8-28, 15-31, 22-19                          |                                                                                   |  |
|             | Estadísticas D. Bordón 16 B. Marchiaro, P. Giralt 6 P. Giralt 3 | Reporte Pts Reb Asts                 | Estadísticas 17 K. Ware 9 E. Dailey 3 E. Dailey, M. Armstrong | Pabellón: Auditorio Zonkeys Árbitros: Orlando Varela Kristian Páez Samuel Hidalgo |  |

#### Partido por el 7.º puesto
| 12 de junio | República Dominicana                                         | 96–75                                 | Ecuador                                              | Tijuana                                                                             |  |
| 9:30        | Parciales: 18-21, 25-21, 26-20, 27-13                        | Parciales: 18-21, 25-21, 26-20, 27-13 | Parciales: 18-21, 25-21, 26-20, 27-13                |                                                                                     |  |
|             | Estadísticas F. Osorio 23 D. Hichez, V. Suero 11 E. Suárez 4 | Reporte Pts Reb Asts                  | Estadísticas 29 J. Caicedo 7 J. Caicedo 12 J. Arcila | Pabellón: Auditorio Zonkeys Árbitros: Claudio Osorio Juan Valenzuela Orlando Varela |  |

#### Partido por el 5.º puesto
| 12 de junio | Puerto Rico                                       | 86–82                                 | México                                                                 | Tijuana                                                                          |  |
| 12:00       | Parciales: 25-22, 21-23, 23-14, 17-23             | Parciales: 25-22, 21-23, 23-14, 17-23 | Parciales: 25-22, 21-23, 23-14, 17-23                                  |                                                                                  |  |
|             | Estadísticas A. Avilés 23 E. Ortiz 8 C. Delgado 7 | Reporte Pts Reb Asts                  | Estadísticas 23 J. Ochoa, V. Valdés 7 J. Ochoa 5 G. Guerrero, J. Ochoa | Pabellón: Auditorio Zonkeys Árbitros: Yezid Carreño Kristian Páez Samuel Hidalgo |  |

#### Partido por el 3.º puesto
| 12 de junio | Canadá                                                        | 81–57                                | Argentina                                                             | Tijuana                                                                             |  |
| 14:30       | Parciales: 13-10, 20-21, 25-17, 23-9                          | Parciales: 13-10, 20-21, 25-17, 23-9 | Parciales: 13-10, 20-21, 25-17, 23-9                                  |                                                                                     |  |
|             | Estadísticas V. Allette, M. Nwoko 20 E. Fisher 12 E. Fisher 8 | Reporte Pts Reb Asts                 | Estadísticas 12 S. Trouet 12 S. Trouet 3 B. Rodríguez, L. Giovannetti | Pabellón: Auditorio Zonkeys Árbitros: Carmelo de la Rosa Fernando Leite Jesús López |  |

#### Final
| 12 de junio | Brasil                                                         | 60–102                               | Estados Unidos                                          | Tijuana                                                                         |  |
| 17:00       | Parciales: 9-28, 13-29, 17-27, 21-18                           | Parciales: 9-28, 13-29, 17-27, 21-18 | Parciales: 9-28, 13-29, 17-27, 21-18                    |                                                                                 |  |
|             | Estadísticas R. dos Santos 15 V. Carvalho 8 Cuatro jugadores 2 | Reporte Pts Reb Asts                 | Estadísticas 30 C. Whitmore 12 C. Whitmore 4 S. Trimble | Pabellón: Auditorio Zonkeys Árbitros: Julio Anaya Waseem Husainy Franco Ronconi |  |

## Clasificación final
| Pos.              | Equipo               | Pts | G-P | PF  | PC  | Dif. |
| ----------------- | -------------------- | --- | --- | --- | --- | ---- |
| Medalla de oro    | Estados Unidos       | 12  | 6−0 | 631 | 328 | 303  |
| Medalla de plata  | Brasil               | 10  | 4−2 | 407 | 413 | −6   |
| Medalla de bronce | Canadá               | 10  | 4−2 | 489 | 453 | 36   |
| 4.º               | Argentina            | 9   | 3−3 | 436 | 435 | 1    |
| 5.º               | Puerto Rico          | 10  | 4−2 | 443 | 464 | −21  |
| 6.º               | México               | 7   | 1−5 | 408 | 473 | −65  |
| 7.º               | República Dominicana | 7   | 1−5 | 399 | 469 | −70  |
| 8.º               | Ecuador              | 7   | 1−5 | 362 | 540 | −178 |

     – Clasificados al Campeonato Mundial de Baloncesto Sub-19 de 2023.

### Quinteto ideal
- Dylan Bordón
- Vasean Allette
- Reynan dos Santos
- Kel'el Ware
- Cam Whitmore (MVP)